# I Hear a Song
I Hear a Song è il quinto album in studio della cantante australiana Dami Im, pubblicato il 23 marzo 2018.

## Tracce
1. Feeling Good – 3:55 (Anthony Newley, Leslie Bricusse) – Originariamente interpretata da Nina Simone
2. I Hear a Song – 2:44 (Dami Im, Rick Price)
3. I Say a Little Prayer – 3:41 (Burt Bacharach, Hal David) – Originariamente interpretata da Dionne Warwick
4. Summertime – 3:31 (DuBose Heyward, George Gershwin, Ira Gershwin) – Originariamente interpretata da George Gershwin
5. My Funny Valentine – 3:49 (Richard Rodgers, Lorenz Hart) – Originariamente interpretata da Chappell & Co.
6. Love on Top – 3:49 (Beyoncé Knowles, Terius Nash, Shea Taylor) – Originariamente interpretata da Beyoncé
7. You Don't Have to Say You Love Me – 3:49 (Vicki Wickham, Simon Napier-Bell, Pino Donaggio, Vito Pallavicini) – Originariamente interpretata da Dusty Springfield
8. Come Away with Me – 3:11 (Norah Jones) – Originariamente interpretata da Norah Jones
9. Cry Me a River – 4:11 (Arthur Hamilton) – Originariamente interpretata da Arthur Hamilton
10. I Can't Make You Love Me – 4:22 (Mike Reid, Allen Shamblin) – Originariamente interpretata da Bonnie Raitt
11. God Bless the Child – 4:40 (Billie Holiday, Arthur Herzog, Jr.) – Originariamente interpretata da Billie Holiday
12. Autumn Leaves – 3:58 (Joseph Kosma, Johnny Mercer, Jacques Prévert) – Originariamente interpretata da Joseph Kosma
13. Round Midnight – 4:28 (Bernie Hangmen, Cootie Williams, Thelonious Monk) – Originariamente interpretata da Thelonious Monk
14. Like a Cello – 3:02 (Dami Im)

## Classifiche
| Classifica (2018) | Posizione massima |
| ----------------- | ----------------- |
| Australia         | 3                 |